# Johannes Maria Herman Leonardus Hoijnck van Papendrecht

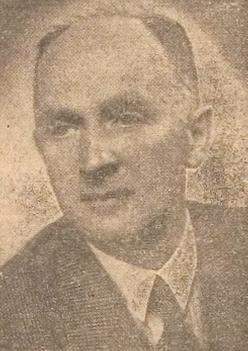
J.M.H.L. Hoijnck van Papendrecht (ca. 1942)

Johannes Maria Herman Leonardus Hoijnck van Papendrecht (Den Bosch, 28 februari 1897 – Noordwijkerhout, 25 december 1964) was een Nederlands politicus. 
Hij werd geboren als zoon van Paulus Hoijnck van Papendrecht (1857-1920; militair officier) en Louisa Magdalena Anthonia Oosterman (1856-1947). Hij heeft hbs gedaan en was 23 jaar werkzaam bij de gemeente Den Bosch. Hoijnck van Papendrecht was daar secretaris van de directeur van het gemeentelijk Licht- en Waterbedrijf voor hij in 1942 benoemd werd tot burgemeester van de Zuid-Hollandse gemeente Zevenhoven. In 1947 volgde zijn benoeming tot burgemeester van Alkemade. Begin 1953 raakte hij gewond bij een verkeersongeval een jaar later werd hem op eigen verzoek ontslag verleend. Hoijnck van Papendrecht ging in Voorschoten wonen en overleed in 1964 op 67-jarige leeftijd. 
Herman (want die naam koos hij voor zichzelf) was een bourgondiër en een fervente Orangist die tranen in z'n ogen kreeg als hij het Nederlandse volkslied hoorde. 
Pas laat in zijn leven hoorde hij dat hij een directe bastaard nakomeling was van Koning Willem III; zijn vader Paulus namelijk was de zoon van de koning en de hofdame Paulina Hoijnck van Papendrecht. In Herman's ouderlijk huis in Den Bosch was dat echter altijd stelselmatig verzwegen, vooral door zijn moeder (mevrouw Oosterman) die de monarchie haatte. En omdat ma thuis de broek aan had nam Herman de geruchten over zijn afkomst dan ook nooit serieus.  
Toch wist Herman als burgemeester ook wel dat er iets geks aan de hand was met zijn naam. Terwijl de familienaam standaard Hoynck luidt (met y) werd die van hem geschreven als Hoijnck (met ij). Namelijk net als die van oma Paulina en zijn vader Paulus. Willem III bestendigde dat. Hoijnck's (met ij) waren en zijn van koninklijke afkomst, die met een y niet!  